# ライアル・ワトソン
ライアル・ワトソン（Lyall Watson, 1939年4月12日 - 2008年6月25日）は南アフリカ共和国生まれのイギリスの植物学者・動物学者・生物学者・人類学者・動物行動学者。ニューサイエンス（ニューエイジサイエンス）に類する書籍を多く上梓し、中でも『スーパーネイチュア』は世界的なベストセラーとなった。
ライアル・ワトソンは動植物界、人間界における超常現象を含む科学の水際をフィールドワークとして「新自然学」の確立を目指し、自然的現象と超自然的現象を生物学的見地から解説しようと試みた。「百匹目の猿」という言葉が最初に使用されたのは、ワトソンが1979年に出版した『生命潮流』であった。これは科学界において興味と同時に反駁を呼んだが、現在では、ワトソンの単なる作り話であることがわかっている。また『生命潮流』においてワトソンは「グリセリンの結晶化に関する都市伝説」が事実であるかのように記述している。百匹目の猿現象およびグリセリンの結晶化に関する都市伝説を参照のこと。

## 生涯
ライアル・ワトソンはヨハネスブルグで生まれ、マルコム・ライアル・ワトソンと名付けられた。幼少時より周囲の自然界に関心を抱き、ズールー人の老人に教えを受けた。ケープタウンの高校を1955年に卒業し、翌1956年にウィットウォーターズランド大学に入学、植物学と動物学を修めた後、レイモンド・ダートに弟子入りし古生物学を学んだ。この経験がきっかけとなり、ドイツやオランダで人類学の研究に従事。後に地質学、化学、海洋生物学、環境学、人類学などにおいても学位を取得した。ワトソンはロンドン大学で、デズモンド・モリスに師事し、動物行動学において博士号を取得している。また、BBC（英国放送協会）で自然ドキュメンタリーのライター、プロデューサーとしても働いた。この時期に、名前をライアル・ワトソンに短縮した。上記のほか、ヨハネスブルグ動物園の園長や、様々な地域への探検隊長、国際捕鯨委員会のセーシェル担当コミッショナーなどの職歴がある。1980年代後半には英国のチャンネル4で、大相撲ロンドン場所のプロデュース・解説を務めた。
3回の結婚歴がある。最初の2回の結婚は離婚に終わり、3人目の妻は2003年に死亡した。
3人兄弟の長男で、弟の一人アンドリューはオーストラリア、クイーンズランド州在住。ワトソンはこのアンドリューを訪問中、2008年6月25日に死亡した。死因はレビー小体型認知症を患っていたことによる脳卒中であると姪のキャサリン·ライアル·ワトソンが語った。 
ワトソン逝去を受け、『ニューヨーク・タイムズ』紙は2008年7月21日付でワトソンを「独自の道を歩んだ博学の士」と評する記事を掲載している。

## 執筆活動
ライアル・ワトソンは、1960年代、デズモンド・モリスに師事中に最初の著書『悪食のサル』を上梓し、その後20冊以上の書籍を執筆している。

## 著作リスト
- 『悪食のサル』（1972年、日本語版は餌取章男訳、河出書房新社より1980年刊）
- 『スーパーネイチュア』（1973年、日本語版は牧野賢治訳、蒼樹書房より1974年刊）
- 『人間死ぬとどうなる - 生と死のはざま』（1974年、日本語版は井坂清訳、啓学出版より1982年刊）
- 『ロミオ・エラー - 死の構造と生命体』（1974年、日本語版は内田美恵訳、ちくま文庫より1994年刊）
- 『未知の贈りもの』（1976年、日本語版は村田恵子訳、 工作舎 より1979年、ちくま文庫より1992年刊）
- 『生命潮流 - 来るべきものの予感』（1979年、日本語版は木幡和枝訳、 工作舎 より1982年刊）
- 『Whales of the World: A Field Guide to the Cetaceans』 (1981年、日本語未訳)
- 『アフリカの白い呪術師』（1982年、日本語版は村田恵子訳、河出書房新社より1983年、河出文庫より1996年刊）
- 『風の博物誌』（1984年、日本語版は木幡和枝訳、河出書房新社より1985年、河出文庫より1996年刊）
- 『バリ・超夢幻界』（日本語版のみ。管洋志写真、旺文社より1987年刊）
- 『Dreams of Dragons: Essays on the Edge of Natural History 』(1986年刊)
- 『スーパーネイチャー2』（1986年、日本語版は内田美恵・中野恵津子訳、日本教文社より1988年刊）
- 『水の惑星 - 地球と水の精霊たちへの讃歌』（1988年、ジェリー・ダービシャー写真、日本語版は内田美恵訳、河出書房新社より1988年刊）
- 『ネオフィリア - 新しもの好きの生態学』（1989年、日本語版は内田美恵訳、筑摩書房より1988年、ちくま文庫より1994年刊）
- 『Sumo: A Guide to Sumo Wrestling』 （1989年、日本語未訳）
- 『シークレット・ライフ - 物たちの秘められた生活』（1990年、日本語版は内田美恵訳、筑摩書房より1991年、ちくま文庫より1995年刊）
- 『わが心のアフリカ』（日本語版のみ。内藤忠行写真、内田美恵訳、筑摩書房より1992年刊）
- 『Turtle Islands: Ritual in Indonesia』 （1995年。日本語未訳）
- 『ダーク・ネイチャー - 悪の博物誌』（1995年。日本語版は旦敬介訳、筑摩書房より2000年刊）
- 『モンスーン - ワトソン博士のワンダーランド』（日本語版のみ。内田美恵訳、筑摩書房より1996年刊）
- 『ロスト・クレイドル - ライアル・ワトソン対論集』（日本語版のみ。内田美恵監訳、筑摩書房より1997年刊）
- 『Warriors, Warthogs, and Wisdom: Growing up in Africa』（1997年。日本語未訳）
- 『匂いの記憶』（2000年。日本語版は旦敬介訳、光文社より2000年刊）
- 『エレファントム - 象はなぜ遠い記憶を語るのか』（2002年。日本語版は福岡伸一・高橋紀子訳、木楽舎より2009年刊）
- 『思考する豚』（2004年。日本語版は福岡伸一訳、木楽舎より2009年刊）

## 日本で放送された映像
日本テレビのドキュメンタリー特集「生命潮流」（1982年）がテレビマンユニオン制作で、同じくテレビ朝日の「風の博物誌」（1996年、第38回科学技術映像祭グランプリ）と「ライアル・ワトソン博士のスーパーネイチャー」（1999年、テレビ朝日開局45周年記念特別番組）が海外のテレビ局との共同制作で、いずれもワトソンが進行役を務めた。日本語ナレーションは「生命潮流」では江守徹が、「風の博物誌」「スーパーネイチュア」ではワトソンを絶賛している椎名誠がそれぞれ担当した。

## 出演
- いのちの響（TBSテレビ）